# -ski (nazwisko)

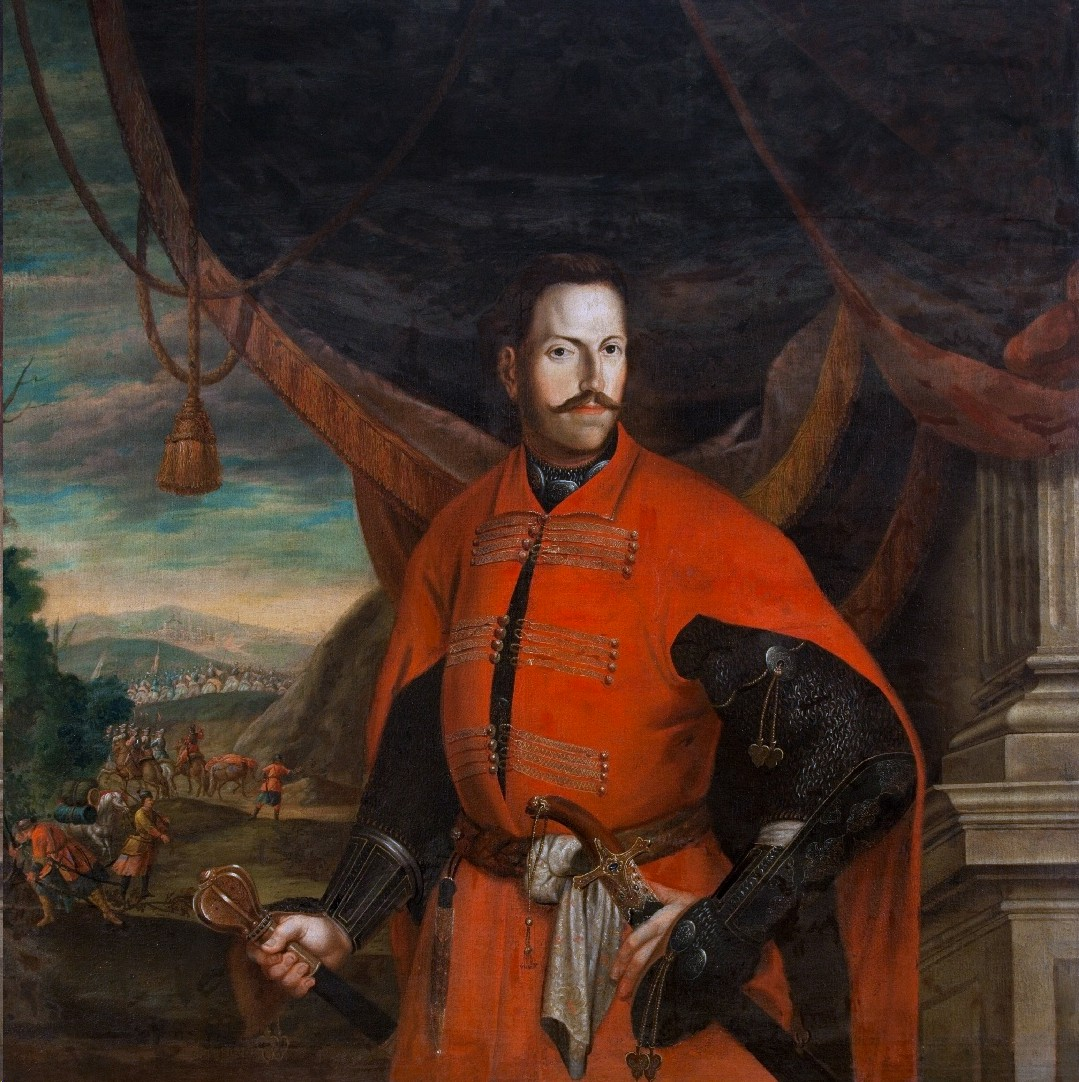
Podpisany nazwiskiem oraz tytułami portret Aleksandra Jana Jabłonowskiego

Autograf Kazimierza Pułaskiego herbu Ślepowron.

Autograf Józefa Piłsudskiego herbu Piłsudski

-ski – morfem oraz końcówka odmiejscowych nazwisk. Wraz z morfemem -cki i -dzki był charakterystyczną końcówką dla szlacheckich nazwisk polskiego pochodzenia, które związane były z posiadaną własnością – najczęściej rodowych miast lub wsi. Nazwiska z tego typu przyrostkami wiążą się z sarmacką kulturą szlachecką i były odpowiednikiem zwrotów tytularnych występujących w szlacheckich nazwiskach za granicą jak we Francji de czy w Niemczech von.

## Pochodzenie oraz formy
„Ski” jest formantem przymiotnikowym, kontynuantem z języka prasłowiańskiego -ьskъ-jь, który określał przynależność do czegoś. Stanowi odmienioną formę formantu „-sk” z końcówką rodzaju męskiego. Dzięki temu formantowi tworzy się w języku polskim przymiotniki jak np. „modelar-ski”, „zielar-ski”, „lniar-ski”. Na przykład w XIV wieku „niebieski” oznaczało „przynależny do nieba”, a dopiero później wyraz ten stał się osobnym określeniem barwy niebieskiej, charakterystycznej dla koloru nieba. Oprócz męskiej odmiany używa się w języku polskim także innych odmian formantu „-sk” – w rodzaju żeńskim „-ska” oraz nijakim „-sko”.
Formant -ski używany w nazwiskach jest również rozszerzany do innych postaci np. -i/yński, -e/ański oraz -o/ewski.

## Użycie w nazwiskach
Pierwsze nazwiska z tym sufiksem pojawiają się w Polsce już w połowie średniowiecza, o czym świadczyć może np. nazwisko komesa miasta Kalisza wymienione we fragmencie „comes Nasan Conarski Kalisiensis” w łacińskim dokumencie z 1282 roku sygnowanym przez Przemysła II. Od późnego średniowiecza, za pomocą tego formantu, tworzono w Królestwie Polskim nazwiska szlacheckie. Pierwszy na ten temat wzmiankuje polski kronikarz Jan Długosz, który w swoich Kronikach sławnego Królestwa Polskiego pisanych w latach 1455–1480, podaje, że w Polsce za czasów Władysława Jagiełły nastał zwyczaj tworzenia nazwisk od posiadłości, tj. przez dodanie końcówki przymiotnikowej ski lub cki . Od XIV wieku nazwiska z dodanym sufiksem „-ski” stawały się coraz bardziej powszechne, najpierw w Wielkopolsce, a później także na Pomorzu i Mazowszu.
Według Zygmunta Glogera, zwyczaj ten upowszechnił się w drugiej połowie XV wieku, głównie wśród średniej szlachty, ponieważ przedstawiciele starych rodów szlacheckich pisali się według starych średniowiecznych prawideł np. Łukasz z Górki czy Jan na Tęczynie. Zasada ta rozciągnęła się na całą szlachtę polską w dobie średniopolskiej, w okresie sarmatyzmu XVI i XVII wieku. Przez pewien czas obok siebie funkcjonowały jednak dawne imiona oraz te tworzone od dóbr rodowych. Nuncjusz papieski, Giulio Ruggieri, pisząc o polskiej szlachcie w 1565 roku, zauważył, że niektórzy w dalszym ciągu noszą dawne imiona kiedy tymczasem „inni ponazywali się od dóbr przez siebie posiadanych z dodaną sylabą -ski”. Od miejscowości pochodziły imiona właścicieli jak na przykład Tarnowski (z Tarnowa), Zamojski (z Zamościa), Suski (z Suchej), Leszczyński z Leszna stając się charakterystyczną cechą polskich nazwisk szlacheckich.
Nazwiska na -ski oraz na -cki, tworzone od XIV wieku z nazwy wsi rodzinnej lub dziedzicznej, były z początku o tyle tylko sukcesyjne, o ile syn dziedziczył po ojcu tę samą wioskę, z której powstało nazwisko. Jeżeli osiadł w innej, otrzymywał automatycznie inne nazwisko. Zwyczaj ten stał się wkrótce powszechny i prowadził niekiedy do paradoksalnych sytuacji, jak zmienność nazwisk jednej osoby. Przykładem może być nazwisko sławnego kronikarza polskiego Marcina Bielskiego, który po ojcu nazywał się Wolski, od wsi Wola, ale gdy osiadł we wsi Biała (koło Pajęczna), został Bielskim, a syn jego, Joachim, już zatrzymał to nazwisko ojca ponieważ urodził się w tej miejscowości oraz odziedziczył majątek. Jeżeli szlachcic sprzedał majątek i kupił nowy to mogło się zmienić również jego nazwisko. Zdarzało się także, że jedna osoba posiadająca kilka majątków ziemskich mogła jednocześnie bądź wymiennie posiadać kilka różnych nazwisk. Np. biskup chełmski Wojciech Staroźrebski Sobiejuski herbu Dołęga tytułował się jednocześnie dwoma nazwiskami: Staroźrebskim od majątku Staroźreby oraz Sobiejuskim od majątku Sobiejuchy.
Bartosz Paprocki w swoim herbarzu opisuje sytuację, że gdy Bartosz Remar kupił wieś Wilkowice, synowie jego zostali Wilkowskimi . Zdarzało się także, że dwóch braci należących do tej samej rodziny i mających tych samych rodziców posiadało dwa różne nazwiska tylko dlatego, że rezydowali na dwóch różnych majątkach ziemskich. Wspomina o tym Bartosz Paprocki w swoim dziele „Herby rycerstwa polskiego”: „Dom Rościszewskich na Dobrzyńskiej ziemi, znaczny, rozrodzony, po wsiach różne nazwiska mają: po Chrapuni zowią się Chrapuńskimi, po Strkwinie Strkwińskimi, po Borkowie Borkowskimi, po Kisielewie Kisielewskimi, po Borowice Borowskimi, po Zamościu Zamośckimi, po Stopinie Stopińskimi, po Odnodze Odnodzkimi”. Doprowadzało to do uznawanej obecnie za absurdalną sytuacji, w której ojciec, matka oraz synowie, którzy zamieszkali w różnych miejscowościach, mogli mieć różne nazwiska.
Po pewnym czasie charakter odmiejscowy uległ zatarciu i zaczęły pojawiać się nazwiska z tym formantem, pochodzące od przydomków lub imion, np. Anielski od Anioł, Adamski od Adam.
Z czasem nazwiska zakończone na -ski zaczęły się również upowszechniać wśród warstw niższych jak mieszczanie czy chłopi. W pierwszej połowie XVII wieku nazwiska z tą końcówką nadawała sobie samozwańcza szlachta z ziemi krakowskiej. Zjawisko to spotkało się z protestem szlachty, która nazwiska na ski uznawała za jeden ze szlacheckich przywilejów. W 1638 roku Władysław Stanisław Jeżowski (szlachcic!), w pisanej wierszem książeczce, poświęconej ekonomii i urokom życia ziemiańskiego, zauważył z oburzeniem:

„            …Szlacheckie nazwiska

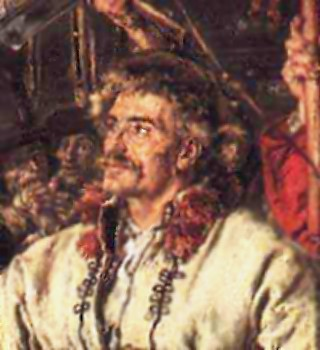
Wojciech Bartos, któremu Kościuszko nadał nazwisko Głowacki

Używają częstokroć i rzęmieśniczyska,

Dobrze rzemieślnikowi mieć nazwisko na wicz,

Nie na ski, szlachecka to…”

Władysław Stanisław Jeżowski, „Oekonomia albo porządek zabaw ziemiańskich”, 1638.

Aby więc uniknąć zupełnego podobieństwa nazwisk plebejskich do szlacheckich kończących się na -ski zastosowano wybieg ortograficzny i zapisywano je w formie oski zastrzegając formę z literą w na początku formantu -ski dla przedstawicieli stanu szlacheckiego. Szlachta w swoich nazwiskach pilnowała dość długo formy „wski”, ale z biegiem czasu różnice te zatarły się w polskich nazwiskach, a ich ortograficzny podział zatracił swój klasowy charakter. Zasada ta zresztą nigdy nie była ściśle przestrzegana i wielu przedstawicieli szlachty nie miało litery w przed -ski jak np. znaczny ród Sobieskich herbu Janina, których nazwisko wywodzi się od nazwy miejscowości Sobieszyn. Ostatecznie szlachecki pisarz sarmacki Szymon Starowolski zauważył filozoficznie, że: „Nie po swej woli, nie po wygolonej ordyńskiej czuprynie, nie po kontusie, ani po herbach, ani po przezwisku na ski ma być poznawan prawy szlachcic, ale po cnocie”.
Nazwiska z tym formantem upowszechniły się z czasem także w niższych stanach. W jednym z dokumentów spisujących nazwiska pątników jasnogórskich z początku XVIII w. nazwiska bez wtórnych formantów (np. Jarzyna, Stanisz) stanowiły 18,45%, nazwiska z patronimicznymi formantami -ic, -ik, -ka itp. (np. Dudkiewicz, Glinka) – 17,47%, a nazwiska z formantem posesywnym -ski i podobnymi aż 64,08% (w tym: -cki i -dzki 15,53%, -ski 14,56%, -owski 12,62%, -i/yński 7,77%, -eński 3,88%, -ewski 3,88%). Stosunkowo najpóźniej nazwiska z końcówką -ski oraz -cki upowszechniły się wśród chłopów, o czym świadczyć może fakt, że jeszcze w 1794 roku podczas insurekcji kościuszkowskiej naczelnik Tadeusz Kościuszko, w formie wyróżnienia oraz rodzaju promocji, nadał nazwisko Głowacki walecznemu kosynierowi Wojciechowi Bartosowi, który jako pierwszy zdobył rosyjskie armaty w Bitwie pod Racławicami.

## Występowanie

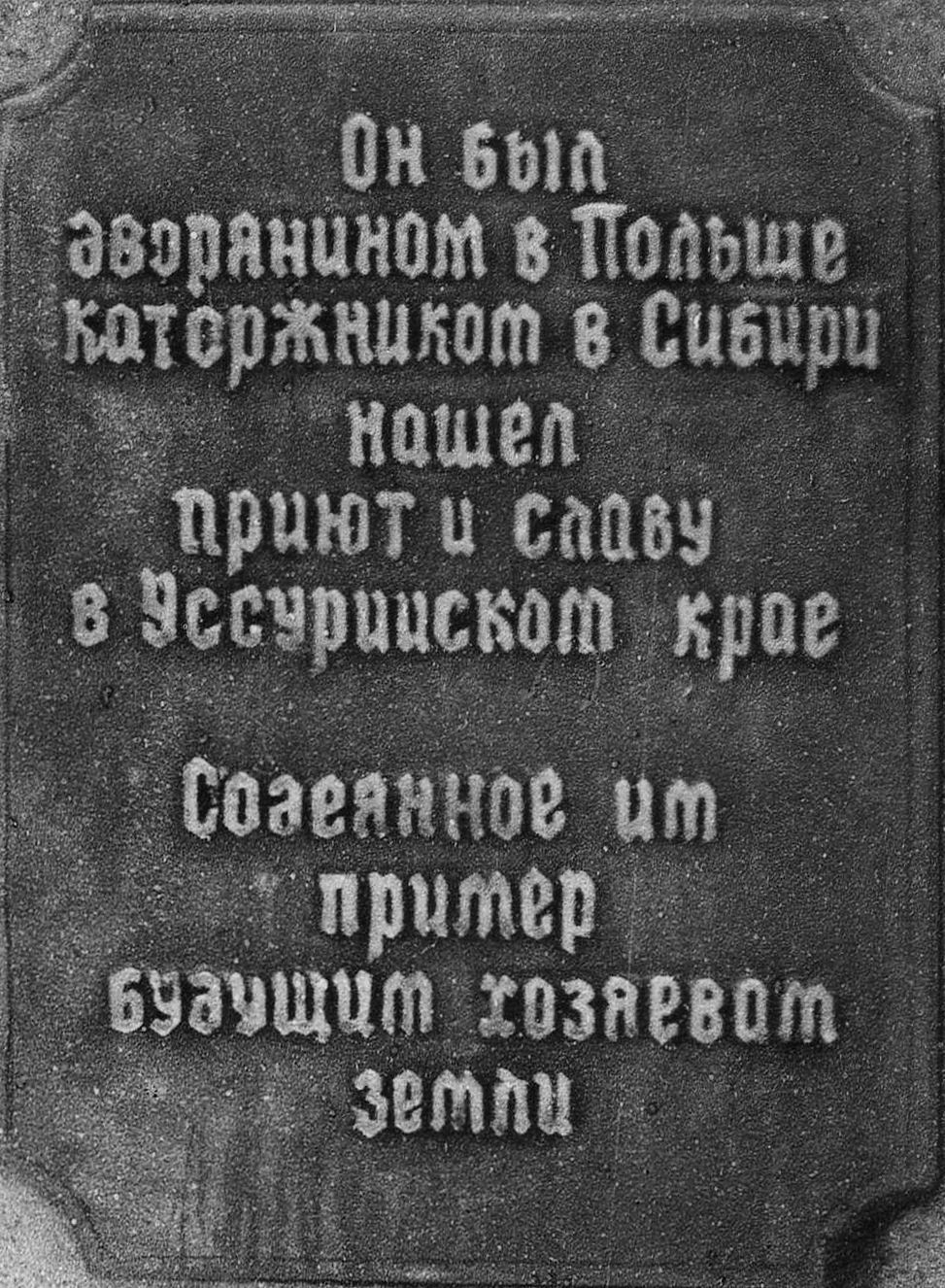
Rosyjski napis na pomniku Michała Jankowskiego: „Był szlachcicem w Polsce, zesłańcem na Syberii, dom i sławę znalazł w Kraju Ussuryjskim. To co zebrał niech będzie przykładem dla przyszłych gospodarzy tej ziemi”

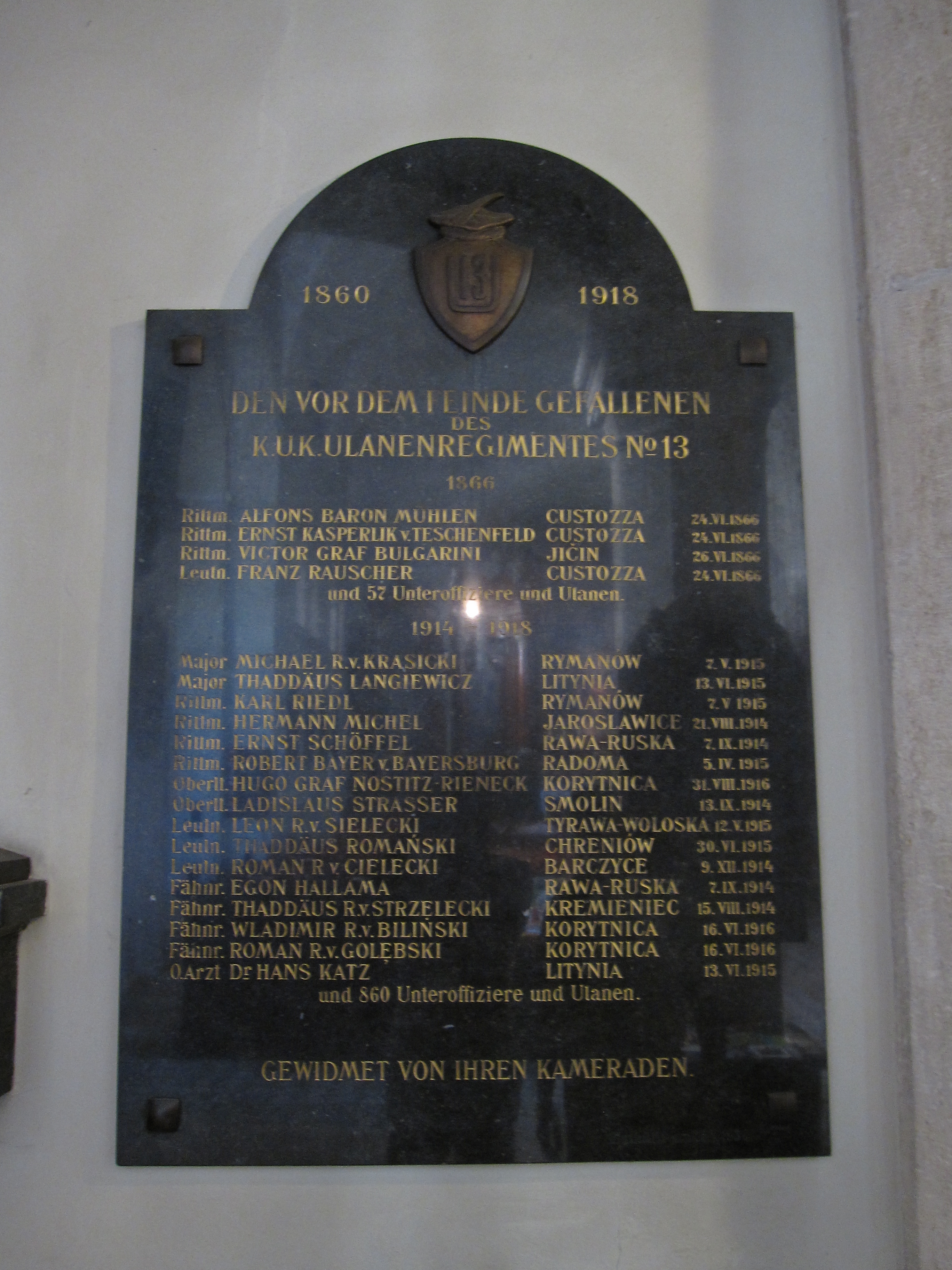
Nazwiska poległych austriackich ułanów z 13 Galicyjskiego Pułku Ułanów w Kościele Kapucynów w Wiedniu z końcówkami cki i ski.

Początkowo nazwiska z końcówką -ski w okresie I Rzeczypospolitej charakterystyczne były dla szlachty z terenów Królestwa Polskiego. Natomiast wśród szlachty na Rusi i Litwie bardziej popularne były nazwiska zakończone końcówkami odojcowskimi jak -owicz oraz -ewicz wywodzących się bezpośrednio z formantu "-ic" za pomocą którego tworzono na Rusi nazwiska odojcowskie. W wyniku funkcjonowania tych terenów w granicach jednego państwa Rzeczypospolitej Obojga Narodów nazwiska z końcówką -ski upowszechniły się na tamtych regionach, a z końcówką -wicz w Królestwie Polskim. Obecnie oprócz Polski, nazwiska z końcówką -ski występują również na terenie państw znajdujących się historycznie we wpływach kultury polskiej jak tereny dawnej I Rzeczypospolitej. Spotyka się je na Białorusi, Litwie, Ukrainie oraz w Rosji.
Część osób noszących nazwiska z tą końcówką należy do ludności mieszkającej w obrębie I RP, która po rozbiorach Polski znalazły się w granicach Rosji, a część należy do potomków polskich zesłańców w Imperium Rosyjskim wysyłanych na Syberię oraz inne tereny w Rosji, które nastąpiły w wyniku wojen oraz powstań polskich wymierzonych przeciw temu krajowi. Dla przykładu po upadku Konfederacji barskiej na Sybir zesłano według szacunków samego posła rosyjskiego Nikołaja Repnina ponad 14 tys. konfederatów, resztę przymusowo wcielono do armii rosyjskiej. Po stłumieniu insurekcji kościuszkowskiej na Syberię zesłano około 20 tys. powstańców. W ramach represji po powstaniu listopadowym 28 tys. żołnierzy polskich zostało wcielonych do armii Imperium Rosyjskiego na 15 lat (w Królestwie służba trwała tylko 10 lat) i odesłanych w głąb Rosji skąd wielu już nie wróciło. Po zakończeniu powstania styczniowego 40 tys. wysłano etapami na katorgę na Sybir. Przykładem zesłańców mogą być Nicefor Czernichowski, który w XVII wieku, założył nad Amurem niewielkie państwo Jaxa, nazwane tak od jego herbu Jaxa, wojskowy oraz pisarz Ludwik Sienicki wzięty do niewoli w czasie wojny z Rosją w 1707, bibliograf i historyk Józef Andrzej Załuski, badacz Syberii środkowej Aleksander Czekanowski, pionier rosyjskiego Dalekiego Wschodu i przyrodnik Michał Jankowski, przyrodnik, podróżnik, odkrywca i lekarz Benedykt Dybowski.
Również w okresie zaborów i przynależności części państwa polskiego do Imperium Rosyjskiego, miała miejsce wewnętrzna emigracja z Polski do Rosji, podczas której Polacy osiedlali się tam dobrowolnie. Przykładem może być tutaj np. sławny polski malarz Aleksander Orłowski, który od 1802 mieszkał w Petersburgu i w rosyjskojęzycznej Wikipedii uznawany jest za rosyjskiego malarza, czy inżynier kolejnictwa, budowniczy kolei Petersburg-Moskwa oraz konstruktor mostów Feliks Jasiński. Znaczna część posiadaczy nazwisk zakończonych końcówką -ski w Rosji należy również do potomków zesłańców oraz polskiej emigracji do tego kraju. Za przykład może posłużyć sławny rosyjski uczony polskiego pochodzenia Konstantin Ciołkowski, który był synem polskiego zesłańca Edwarda Ciołkowskiego wywodzącego się ze szlacheckiej rodziny herbu Jastrzębiec, czy tancerz, choreograf oraz jeden z najwybitniejszych rosyjskich tancerzy baletu XX wieku Wacław Niżyński, który chociaż uznawany jest za Rosjanina, to miał oboje polskich rodziców, został ochrzczony w Warszawie i osobiście uważał się za Polaka zyskując sławę na świecie pod nazwiskiem pisanym w formie francuskojęzycznej, jako Vaslav Nijinsky. Podobny losy miał również mistrz szachowy Dawid Janowski. Urodzony w polskiej rodzinie zamieszkałej w Wołkowysku leżącym obecnie na Białorusi, należącym wówczas do Imperium Rosyjskiego wyemigrował do Francji, gdzie jego nazwisko pisano ze zniekształconą końcówką -sky. Kolejnymi przykładami mogą być generał Armii Czerwonej Konstanty Rokossowski, rosyjski pisarz Zygmunt Krzyżanowski, lotnik polarny Zygmunt Lewoniewski, matematyk Nikołaj Łobaczewski, sowiecki dyplomata Iwan Majski, funkcjonariusze Czeka – Feliks Dzierżyński oraz Wiaczesław Mienżynski, stalinowski prokurator Andriej Wyszynski, flagman floty Eduard Pancerzanski, pradziadek Igora Strawińskiego i konfederat barski Stanisław Strawiński, konstruktor lotniczy Igor Sikorski, rosyjski aktor oraz reżyser Oleg Jankowski, rosyjski dyplomata Siergiej Jastrżembski.
Formant -ski często występował również na terenach innych państw uczestniczących w zaborach Rzeczypospolitej jak Prusy, a później Niemcy czy Austrii. W krajach tych zapis tego formantu przyjmował oprócz pierwotnego zapisu również formy -sky lub -zky. Przykładem może być tutaj m.in. sławny polsko-niemiecki grafik Daniel Chodowiecki, oficer pruski Władysław Bentkowski czy Stanisław Oppeln-Bronikowski. W przypadku kiedy posiadacze nazwisk mieli tytuły szlacheckie Niemcy również je uznawali dodając do nazwisk własny przyrostek zarezerwowany dla szlachty – „von”, który pełnił w jęz. niemieckim tę samą rolę co w języku polskim „-ski”. Nazwiska takie nosili: SS-Obergruppenführer Erich von dem Bach-Zelewski, Jan Kanty Działyński zwany po niemiecku Johann Graf von Dzialynski, Jan Mikulicz-Radecki znany w Niemczech jako Johann Freiherr von Mikulicz-Radecki oraz brat sławnego polskiego malarza Henryka Rodakowskiego równie sławny austriacki ułan i generał Maksymilian von Rodakowski.
Nazwiska z końcówką -ski występują także w krajach zachodnich, w których mieszka emigracja lub mniejszość polska. W krajach anglosaskich: Stanach Zjednoczonych, Kanadzie, Wielkiej Brytanii oraz Australii formant ten spotykany bywa w formie sky. Przykładem użycia tak zniekształconej końcówki -ski może być amerykańskie miasto Sandusky w stanie Ohio nazwane tak od nazwiska Antoniego Sadowskiego polskiego szlachcica, tłumacza oraz pioniera dzikiego zachodu, kompozytora Leopolda Godowskiego znanego w USA jako Leopold Godowsky, Alberta Wolskyego, Moe Drabowskyego czy Richarda Boleslavskyego. W zanglicyzowanej formie Casimir Pulasky często w USA wymieniane jest również nazwisko polskiego szlachcica oraz bohatera walk o wolność Polski oraz Stanów Zjednoczonych Kazimierza Pułaskiego. Niekiedy nazwiska z tą końcówką przybierają w anglojęzycznych krajach zaskakujące formy. Przykładem tym może być zdeformowana końcówka -ske na końcu nazwiska australijskiego gracza rugby polskiego pochodzenia Clintona Schifcofskego.
Na Węgrzech nazwiska słowiańskiego pochodzenia tego typu mają końcówkę szky. Litewską wersją końcówki owski jest zaś auskas.
Analogiczne nazwiska pojawiają się również w kulturze narodów byłej Jugosławii (przy czym w kulturach chorwackiej, serbskiej i bośniackiej popularniejsze są nazwiska z formantem -ić). Zbliżony przyrostek -śkyj (-ський) można spotkać wśród znacznej części nazwisk ukraińskich, a przyrostek -skij (-ский) wśród pewnej części nazwisk rosyjskich; takież -ski (-скі) jest charakterystyczne dla białoruskich, -ský dla czeskich, a -ski (-ски) dla macedońskich nazwisk. Podobieństwo ma dwa źródła: wspólne, słowiańskie korzenie języków oraz silne oddziaływanie polskiej kultury, począwszy od XIV wieku, na terenie kresów południowo-wschodnich i wschodnich.